# Lista de estados e territórios da união da Índia por área
O seguinte é uma lista de estados e territórios da união da Índia por área de acordo com o censo de 2011. A Índia consiste em 29 estados e sete territórios da união.

## Lista
| Rank | Estado / Território  | Área (km2) | Região           | (%)    | País de tamanho comparável             | Ref                   |
| ---- | -------------------- | ---------- | ---------------- | ------ | -------------------------------------- | --------------------- |
| 1    | Rajastão             | 342,239    | Oeste            | 10.41  | República do Congo                     |                       |
| 2    | Mádia Pradexe        | 308,245    | Central          | 9.37   | Omã                                    |                       |
| 3    | Maarastra            | 307,713    | Oeste            | 9.36   | Omã                                    |                       |
| 4    | Utar Pradexe         | 240,928    | Norte            | 7.33   | Reino Unido, Uganda                    |                       |
| 5    | Jamu e Caxemira      | 222,236    | Norte            | 6.76   | Guiana                                 | [ nota 1 ]            |
| 6    | Guzerate             | 196,024    | Oeste            | 5.96   | Senegal                                |                       |
| 7    | Carnataca            | 191,791    | Sul              | 5.83   | Senegal                                |                       |
| 8    | Andra Pradexe        | 160,205    | Sul              | 4.87   | Tunísia                                |                       |
| 9    | Orissa               | 155,707    | Leste            | 4.73   | Bangladesh                             |                       |
| 10   | Chatisgar            | 135,191    | Central          | 4.11   | Grécia                                 |                       |
| 11   | Tamil Nadu           | 130,058    | Sul              | 3.95   | Nicarágua                              |                       |
| 12   | Telangana            | 114,840    | Sul              | 3.49   | Benim                                  |                       |
| 13   | Biar                 | 94,163     | Leste            | 2.86   | Hungria                                |                       |
| 14   | Bengala Ocidental    | 88,752     | Leste            | 2.70   | Sérvia                                 |                       |
| 15   | Arunachal Pradexe    | 83,743     | Nordeste         | 2.54   | Áustria                                |                       |
| 16   | Jarcande             | 79,714     | Leste            | 2.42   | Chéquia                                |                       |
| 17   | Assam                | 78,438     | Nordeste         | 2.38   | Chéquia                                |                       |
| 18   | Himachal Pradexe     | 55,673     | Norte            | 1.70   | Croácia                                |                       |
| 19   | Utaracande           | 53,483     | Norte            | 1.62   | Costa Rica                             |                       |
| 20   | Punjabe              | 50,362     | Norte            | 1.53   | Costa Rica                             |                       |
| 21   | Hariana              | 44,212     | Norte            | 1.34   | Dinamarca                              |                       |
| 22   | Querala              | 38,863     | Sul              | 1.18   | Butão                                  |                       |
| 23   | Megalaia             | 22,429     | Nordeste         | 0.68   | Djibuti                                |                       |
| 24   | Manipur              | 22,327     | Nordeste         | 0.68   | Belize                                 |                       |
| 25   | Mizoram              | 21,081     | Nordeste         | 0.64   | El Salvador                            |                       |
| 26   | Nagaland             | 16,579     | Nordeste         | 0.50   | Essuatíni                              |                       |
| 27   | Tripura              | 10,486     | Nordeste         | 0.31   | Líbano                                 |                       |
| 28   | Siquim               | 7,096      | Nordeste         | 0.21   | Terras Austrais e Antárticas Francesas |                       |
| 29   | Goa                  | 3,702      | Oeste            | 0.11   | Polinésia Francesa                     |                       |
| UT1  | Andamão e Nicobar    | 8,249      | Golfo de Bengala | 0.25   | Porto Rico                             |                       |
| NCT  | Déli                 | 1,490      | Norte            | 0.04   | Ilhas Feroé                            |                       |
| UT2  | Puducherry           | 492        | Sul              | 0.01   | Andorra                                |                       |
| UT3  | Dadra e Nagar Haveli | 491        | Oeste            | 0.01   | Andorra                                |                       |
| UT4  | Chandigar            | 114        | Norte            | 0.003  | Wallis e Futuna                        |                       |
| UT5  | Damão e Diu          | 112        | Oeste            | 0.003  | Monserrate                             |                       |
| UT6  | Laquedivas           | 32         | Mar Arábico      | 0.001  | Macau                                  |                       |
| **   | Área disputada       | 23         |                  | 0.0007 | Nauru                                  | [ nota 2 ] [ nota 3 ] |
|      | Índia                | 3,287,263  |                  | 100    |                                        |                       |

Fonte:Área de estados
Os números de áreas de estados e territórios de união, não somam área da Índia, porque:
- A falta de 7 km2. área de Mádia Pradexe e 3 km2. área de Chatisgar ainda está para ser resolvida pela pesquisa da Índia.[3]
- A área de disputa de 13 km2, entre Puducherry e Andhra Pradesh não é incluída em Puducherry nem em Andhra Pradesh.[3]
- Os números da área incluem a área ocupada pelo Paquistão e pela China.  A área inclui 78,114 /13,297+72,971=86,268 km2, da área disputada sob a ocupação do Paquistão, 5,180 km2, da área disputada entregue pelo Paquistão à China e 37,555 km2, da área disputada sob ocupação da China.[3]